# António Teixeira Fernandes
António Teixeira Fernandes (Urrô, Arouca, 1939 – Porto, 24 de agosto de 2022) foi um padre, professor catedrático jubilado e sociólogo português: um dos pioneiros da introdução do ensino académico da Sociologia em Portugal, sendo Doutorado em Sociologia pela Universidade Gregoriana (Roma - Itália). Foi também sacerdote da Igreja Católica Romana, ordenado a 5 de Agosto de 1962, sendo, na contemporaneidade, Juiz do Tribunal Eclesiástico da Diocese do Porto.

## Carreira
Foi Professor Catedrático Jubilado da Universidade do Porto e Investigador Integrado do ISFLUP.
Foi o fundador, em 1985, do curso de Licenciatura em Sociologia da Faculdade de Letras da Universidade do Porto e mais tarde, em 1989, do Instituto de Sociologia, unindo, num mesmo projecto, docência e investigação. Também foi o fundador, em 1991, da revista Sociologia do Departamento de Sociologia. Exerceu as funções de Presidente do Conselho Científico da Faculdade de Letras, de 1987 a 1991 e de Delegado nacional, por nomeação governamental, no Comité para a Investigação Sócio-Económica Aplicada, em Bruxelas, de 1994 a 1997. Autor de dezenas de livros e de dezenas de artigos, percorreu os diferentes domínios da Sociologia, sem nunca perder a coerência do todo e a densidade da indagação sociológica. Ao mesmo tempo que revisitava e divulgava os clássicos fundadores, sistematizava, questionava e reformulava os mais recentes paradigmas, sem se furtar às reflexões epistemológicas ou às implicações metodológicas e técnicas.
Grande admirador de Jean-Luc Godard e de Claude Chabrol.